# 金子裕 (社会起業家)
金子裕（かねこゆう、1980年5月27日 - ）は、日本の実業家、美術家。愛知県名古屋市出身。株式会社SPACE Co-Founder。株式会社 Life Design Application 代表取締役。一般社団法人 Artrates（アートレイツ）代表理事。一般財団法人 日本財団ボランティアサポートセンター アドバイザー。公益社団法人 NEXT VISION 顧問。

## 略歴
衣装メーカー、経営コンサルティングファームを経て、2017年10月 株式会社 Life Design Applicationを創業。企業、公益法人、行政に向けたHRMシステムの開発や大規模なマネジメントプロジェクトを推進する傍ら学生支援を続けている。自身の原体験から個別最適な教育・就業機会の拡大を目指し、2018年9月東京大学先端科技術研究センターと共催で25歳以下のビジネスコンテスト「MAZERU」を開催。2020年8月それぞれのフィールドで「学び」に向き合ってきた福本理恵、三宅琢と共に個別最適な学びを目指す株式会社SPACEを創業。

## 社会活動
2000年東海豪雨の被災がきっかけで、2001年、名古屋市認定災害ボランティアコーディネーターとなり、同年、同期生とNPO法人災害ボラコなごやを設立。自治体と連携した大規模な防災訓練や、老人宅を建築士と無償で周る、家具の倒壊防止プロジェクトを実施。その後、災害現場や学生支援団体へのサポートを続けている。
2016年5月専門家の知恵を公益団体に還元する「汐留マーケティング研究会」を設立。
2017年10月日本財団ボランティアサポートセンターTokyo 2020 Project 戦略室 室長就任。2018年10月アドバイザー就任。
2018年6月公益社団法人NEXT VISION 顧問就任。
2018年9月東京大学先端科学技術研究センター中邑研究室 「異才発掘プロジェクトROCKET」と共同で、教育とビジネスを混ぜるU25スタートアップコンテスト「MAZERU2018」を開催。
2022年6月 紺綬褒章 受賞。

## 作家活動
エゴン・シーレ、グスタフ・クリムト、フンデルトヴァッサー、パブロ・ピカソに影響を受け、幼少期から木工や陶芸、模写を行う。1996年以降は既製服や靴のリメイク、1999年以降は縫製や彫金、鋳造作品を制作し、2001年以降はファッションデザイナーとして活動。
2008年、理研-東海ゴム人間共存ロボット連携センターで開発された介護支援ロボット「RIBA（Robot for Interactive Body Assistance：リーバ）」の外装（衣装）を制作。2011年以降、ファッションブランドATSUSHI NAKASHIMAのTokyo、Vancouver、Milano collectionで各ランウェイのステージサポートをしている。
2017年12月、抽象画家として活動を始める。2018年2月、表参道ヒルズArtWeak2018のメインビジュアルに選出。同年6月パリ、マレ地区のSWAYGalleryに出展。同年10月ニューヨークのThe Local Hostels NYCに出展。2019年4月Artexpo New York に出展。Artexpo New Yorkでは作家としての参加の他、吉本興業「野性爆弾くっきー」氏のexpo出展を支援し、その様子はTBS情熱大陸で放送された。
2018年11月 日本人アーティストの海外個展サポートを行う一般社団法人アートレイツ代表理事に就任。美術家としての表記は「U Kaneko」。青色画材のみで構成される単色作家。